# Steven Dias
Steven Dias (* 25. Dezember 1983 in Mumbai) ist ein ehemaliger indischer Fußballspieler.

## Karriere
Von 2003 bis 2010 stand der Mittelfeldspieler bei Mahindra United unter Vertrag. Mit dem Verein aus Mumbai wurde er 2005/06 Meister der National Football League sowie indischer Pokalsieger.
Für die Indische Fußballnationalmannschaft absolvierte Steven Dias bislang 42 Länderspiele und erzielte sieben Tore.